# روادید مهاجرت ویژه (اس.آی.وی)
اس.آی.وی یا روادید مهاجرت ویژه (به انگلیسی: Special Immigrant Visas) یک کارت ویزا است که توسط دولت ایالات متحده برای اسکان بیگانگان در ایالات متحده اعطا می‌شود. برنامه های روادید مهاجرتی ویژه دو برنامه برای دریافت ویزای ایالات متحده است. این برنامه تحت قانون مجوز دفاع در مالی سال ۲۰۰۸ و قانون عمومی ۱۸۱_۱۱۰ منطبق است، که در ۲۸ ژانویه ۲۰۰۸ به امضا رسید

## برنامه‌ها

### برای اتباع عراقی که در دولت آمریکا کار کردند
بخش ۱۲۴۴ این قانون، تحت عنوان «وضعیت ویژه مهاجرت برای عراقی های خاص»، با اصلاح بخش ۱ قانون عمومی ۱۱۰_۲۴۴ ، که در ۳ ژانویه ۲۰۰۸ تصویب شد، اجازه ۵۰۰۰ ویزای ویژه مهاجرت را می‌داد (برنامه کندی SIV برای شهروندان عراقی که با ارتش آمریکا کار می‌کردند) برای یا از طرف دولت ایالات متحده) سالانه برای کارکنان و یا پیمانکاران عراقی برای سالهای مالی ۲۰۰۸ تا ۲۰۱۲. این مقرره دسته جدیدی از ویزای ویژه مهاجرت (SIV) را برای شهروندان عراقی ایجاد می کند. در حقیقت یک نوع امتیاز رویداد برای اتباع خارجی که برای آمریکا مفید بوده اند.